# Horda Blanca

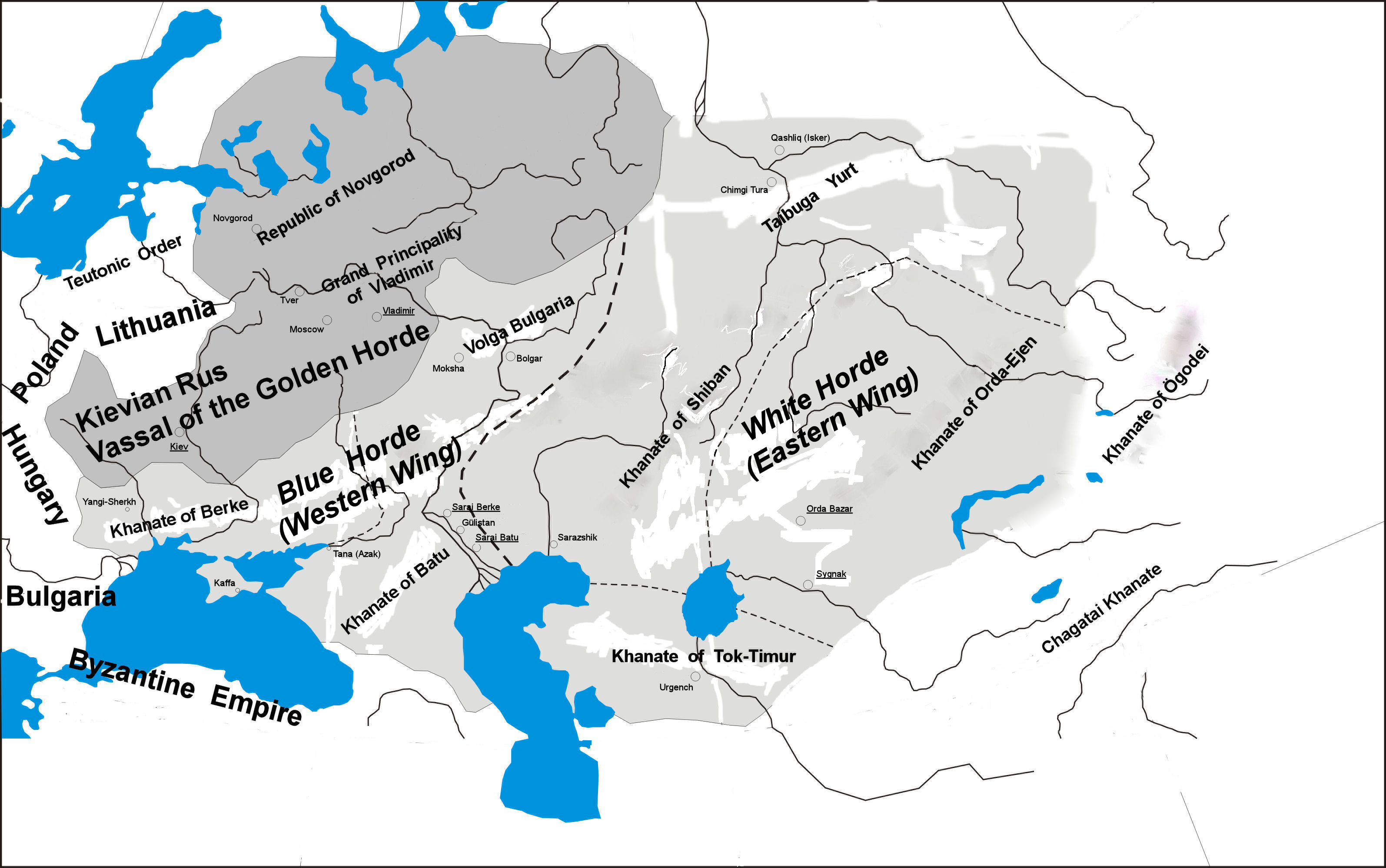
Mapa de la Horda Dorada, donde se detalla la ubicación de la Horda Blanca

La Horda Blanca fue uno de los kanatos (dentro del Imperio mongol) formado alrededor de 1226, después de la muerte de Gengis Kan y la consiguiente división del imperio. Fue la parte oriental constituyente de la Horda de Oro (siendo la parte occidental la Horda Azul).
Inicialmente abarcaba la parte occidental del territorio gobernado por Jochi e incluía el oeste de Asia Central y el suroeste de Siberia. Su primer kan fue Orda Kan, hijo de Jochi. La capital de la Horda Blanca estaba originalmente en el lago Baljash, pero fue desplazada después a Sygnaq (hoy Kazajistán), a orillas del río Sir Daria. 
En 1364, durante el periodo de anarquía de la Horda Azul, Urus Kan, octavo kan de la Horda Blanca, se convirtió en kan de ambas hordas, la Azul y la Blanca. Se mantuvo en el poder de la Horda Azul hasta 1375. Usur murió en 1377, y su yerno Toqtamish arrebató el control de la Horda Blanca de las manos del hijo de Urus, Temür Malik, en 1378, y volvió a conseguir también el control de la Horda Azul. Toqtamish consolidó las dos hordas, convirtiéndose en el Kan de la Horda de Oro.